# Senna artemisioides
Senna artemisioides är en ärtväxtart som beskrevs av Duane Isely. Senna artemisioides ingår i släktet sennor, och familjen ärtväxter. Inga underarter finns listade i Catalogue of Life.

## Bildgalleri

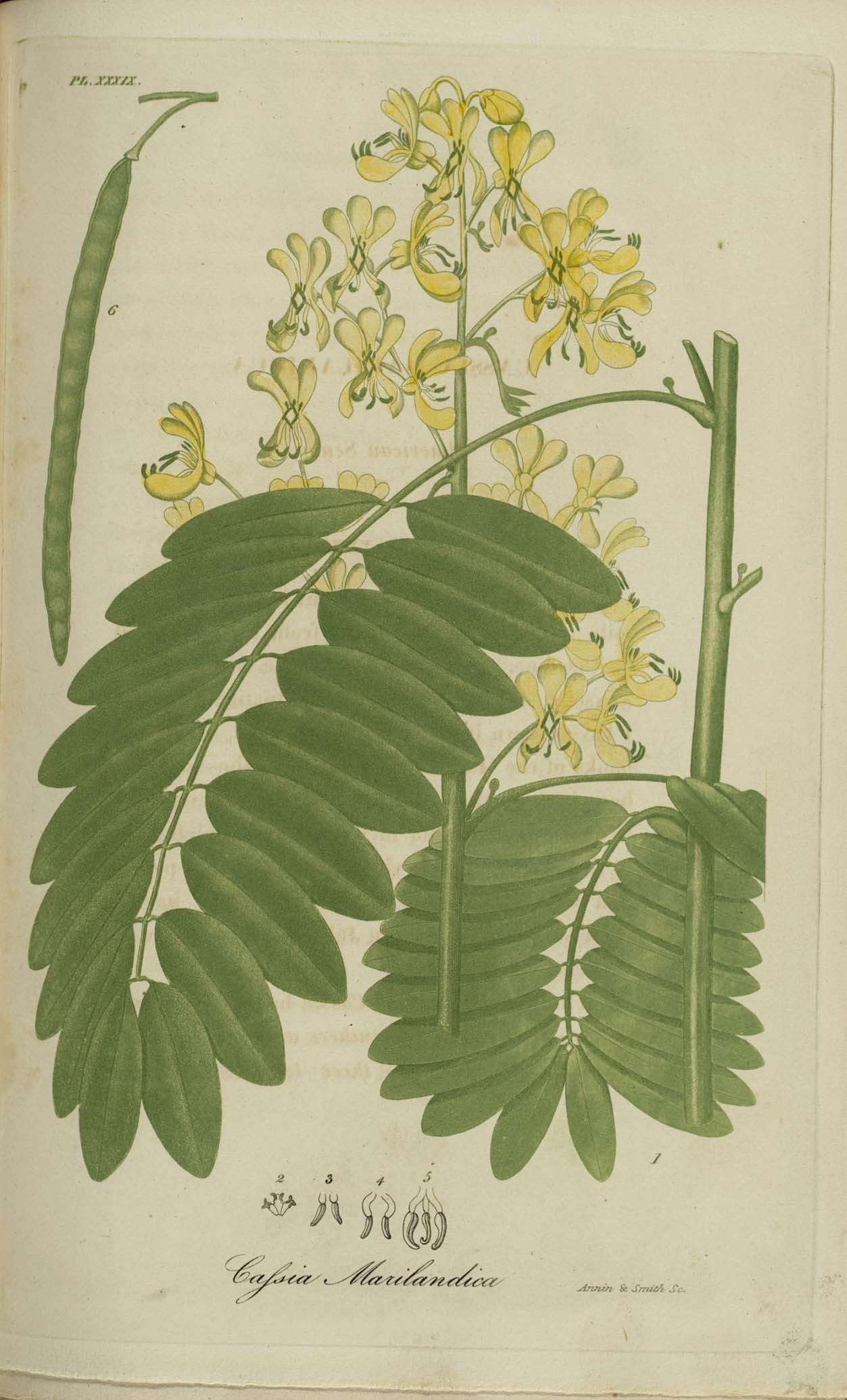
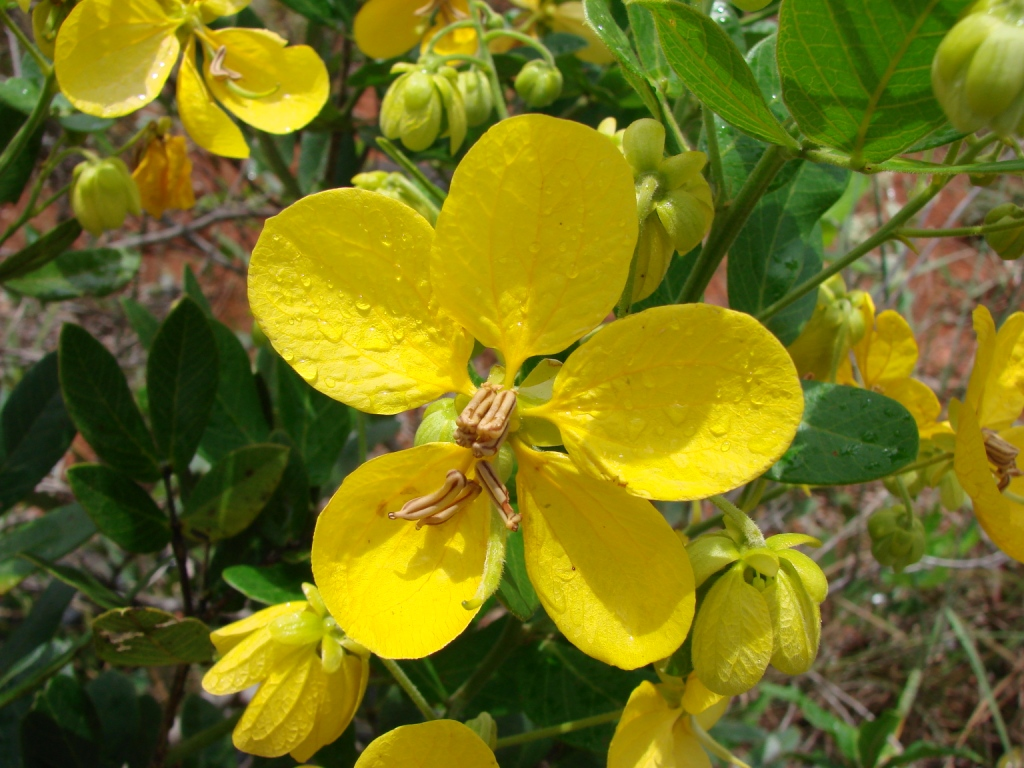
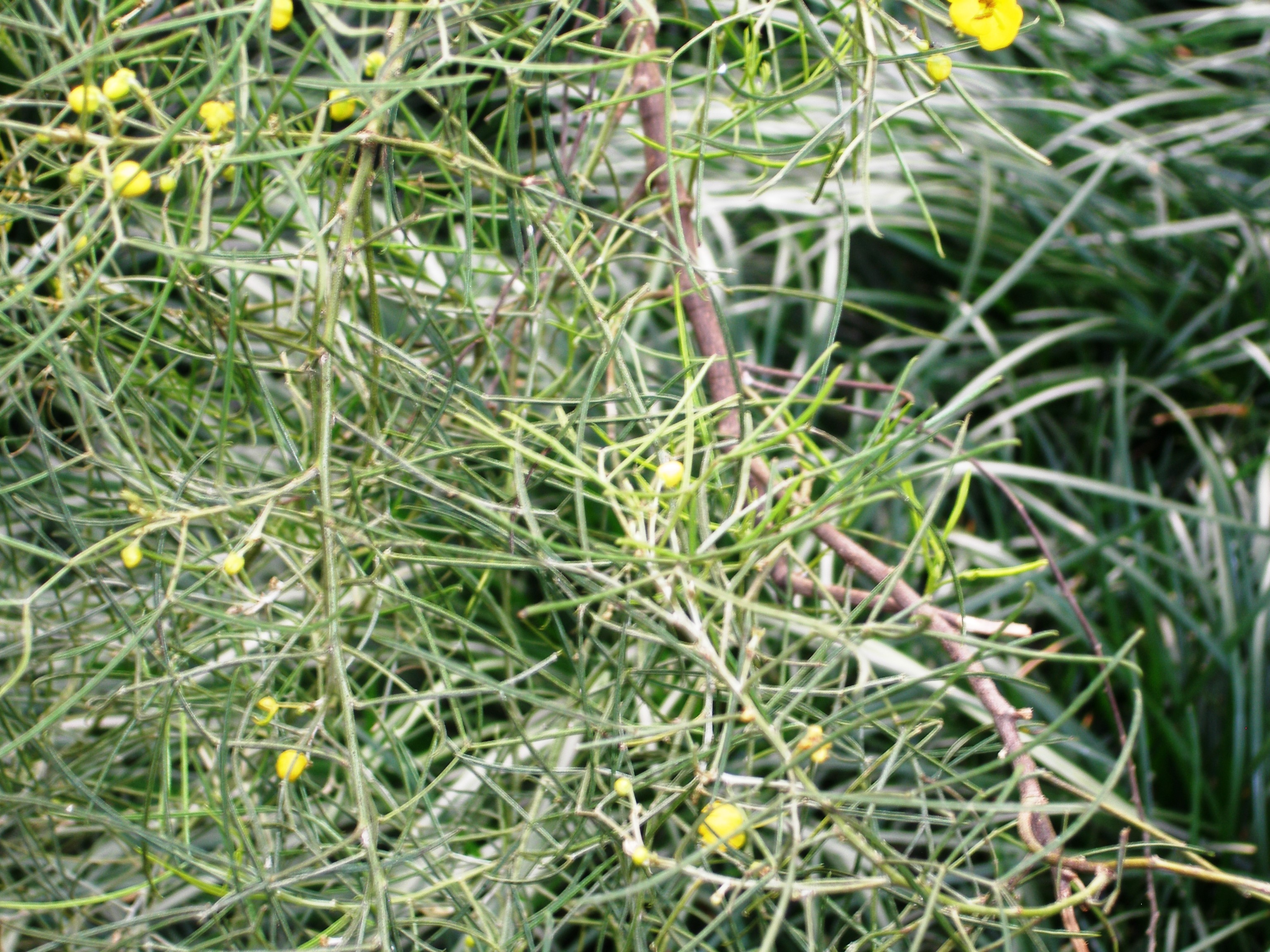